# بانوی مانور
بانوی مانور (به انگلیسی: Lady of the Manor) یک فیلم سینمایی کمدی آمریکایی آماده اکران به نویسندگی و کارگردانی جاستین لانگ و کریستین لانگ در اولین کارگردانی خودشان است. بازیگران اصلی فیلم ملانی لینسکی، جودی گریر، رایان فیلیپ، لوئیس گازمن و پاتریک دافی می‌باشند.

## بازیگران
- ملانی لینسکی در نقش هانا
- جودی گریر در نقش لیدی وادزورث
- جاستین لانگ به عنوان مکس
- رایان فیلیپ در نقش تانر وادزورث
- لوئیس گازمن
- پاتریک دافی[۱][۲]

## تولید
فیلمبرداری در ژانویه سال ۲۰۲۰ آغاز شد.